# Karel Schwarz
Karel Schwarz (30. září 1828 Drozdov – 21. dubna 1891 Praha) byl rakouský a český římskokatolický kněz, v letech 1884–1891 světící biskup pražský, titulární biskup anastasiopoliský; politik, v 70. a 80. letech 19. století poslanec Českého zemského sněmu.

## Biografie
Pocházel z rodiny zemědělce. V letech 1839–1840 navštěvoval v Praze německojazyčnou piaristickou hlavní školu, v letech 1841–1842 pak novoměstské gymnázium. Od roku 1843 byl žákem v semináři v Mikulově. Od roku 1849 studoval na pražském kněžském semináři. Vysvěcen byl roku 1852.
Nastoupil coby kaplan v Cerhovicích, později v kostele Nejsvětější Trojice na pražském Podskalí (zde byl od roku 1856 kooperátorem). Od roku 1856 rovněž působil jako katecheta na pražských německých školách. Roku 1864 se stal profesorem katechetiky a pedagogiky na Katolické teologické fakultě Univerzity Karlovy. V období let 1864–1872 byl zároveň prvním katechetou na německém učitelském ústavu při pražské kapitule. Navíc poskytoval soukromé doučování v šlechtických rodinách. V roce 1872 se stal kanovníkem metropolitní kolegiátní kapituly u svatého Víta v Praze. V letech 1878–1884 byl ředitelem spolku Dědictví svatojanské. V roce 1884 se stal světícím biskupem pražským (a titulárním biskupem anastasiopoliským). Funkci světícího biskupa zastával do své smrti roku 1891. Podporoval rozvoj české katolické literatury.
V 70. letech 19. století se zapojil do zemské politiky. V doplňovacích volbách roku 1874 byl zvolen na Český zemský sněm v městské kurii (obvod Praha-Hradčany). V rámci tehdejší politiky české pasivní rezistence ale křeslo nepřevzal, byl pro absenci zbaven mandátu a následně manifestačně zvolen v doplňovacích volbách roku 1875, doplňovacích volbách roku 1876 a doplňovacích volbách roku 1877. Uspěl za svůj obvod i v řádných volbách roku 1878. Mandát obhájil i ve volbách roku 1883. Patřil k staročeské straně (Národní strana).
V období let 1876–1884 zasedal v pražském obecním zastupitelstvu.
Jeho bratr Lambert Schwarz byl chórovým sbormistrem a pedagogem na Piaristickém gymnázium v Kroměříži a
posledním regentem Lichtenštejnského pěveckého semináře.